# Gyoides rivorum
Gyoides rivorum is een hooiwagen uit de familie Sclerosomatidae.